# Rodolphe Kann
Pour les articles homonymes, voir Kann.
Rodolphe Hirsch Kann (1845-1905) est un financier et collectionneur d'art français.

## Biographie
Né le 12 février 1845, Rudolph est le second fils d'Édouard Moïse Kann et d'Esther Horwitz. La famille Kann est originaire de la ville libre de Francfort-sur-le-Main. Elle y exerce depuis au moins le XVIIIe siècle le métier de banquier et dispose depuis la fin des années 1840 d'une filiale à Paris. En 1866, les Prussiens s'emparent de la ville de Francfort, poussant le frère aîné de Rodolphe, Maurice, né en 1839, à partir pour Paris. Durant les événements de la guerre franco-allemande, Maurice réside à Londres, gérant la filiale britannique de la banque Kann, dirigée par son cousin, Maximilien Édouard Kann. Il revient à Paris en 1872, épouse Marianne Charlotte Halphen, issue de la haute bourgeoisie française, et demande à son frère Rodolphe de le rejoindre. Rodolphe est naturalisé français en 1883. Son métier officiel est « assuré d'agent de change ».
En mars 1879, est organisée à Paris la vente après décès des collections d'art de Maximilien Édouard Kann, dont une petite partie est rachetée par ses deux cousins, Maurice et Rodolphe,qui habitaient alors dans la 8e arrondissement de Paris, respectivement, 148 boulevard Haussmann, et 8 rue Murillo. C'est le début d'une collection qui va être considérée comme l'une des plus prestigieuses des années 1900. Rodolphe se passionne pour les objets décoratifs français du XVIIIe siècle.
Pionniers, les deux frères font fortune au Cap et à Johannesbourg (Afrique du Sud) dans le commerce du diamant et de l'or à partir de la fin des années 1880, associés à la firme Jules Porgès,.
Vers la même époque, Rodolphe commence à faire différents dons d'objets prestigieux à des institutions françaises : musée des Arts décoratifs, musée des Thermes et de l'hôtel de Cluny, musée du Louvre, etc. Il est nommé membre sociétaire du bureau des amis du Louvre. Parmi ses dons, on note « un Portrait de femme dans la manière de Clouet et un Portrait de Henri III en prière au pied de la croix », ou encore ce Portrait de Louise de Rieux, marquise d'Elbœuf attribué à Corneille de Lyon.
En 1897, lui et son frère acquièrent, selon René Gimpel la propriété parisienne de madame Samuel Pozzi, située aux 49 et 51 de l'avenue d'Iéna. Chacun se partage l'ensemble, en un double hôtel particulier, qu'ils vont faire transformer par l'architecte Ernest Sanson.
Vers 1901, Rodolphe, dans la plus pure tradition classique, fait reproduire en gravure certaines de ses plus belles pièces dans un album intitulé Galerie de M. Rodolphe Kann produit par l'imprimerie Ch. Wittmann. Vers cette époque, Giovanni Boldini exécute son portrait.
Rodolphe Kann meurt à Paris le 8 février 1905, célibataire et sans enfants, mais contrairement à la croyance commune, il laissa un testament valide, signé et daté le 4 juillet 1891. L’homologation de sa succession fut attribuée à son frère Maurice, son unique exécuteur testamentaire, le 28 juin suivant, incluant l’un des portraits de Rembrandt, Femme à l’œillet (New York, Metropolitan Museum of Art) ; mais Maurice, sans administrer la succession de son frère, mourut l’année suivante, le 6 mai 1906, et l’administration de leurs deux successions passa au fils de Maurice, Édouard-Gustave Kann (1873-1927), qui devient administrateur de bonis non de la collection d'art, laquelle devient un enjeu politique important.

## La collection Rodolphe Kann

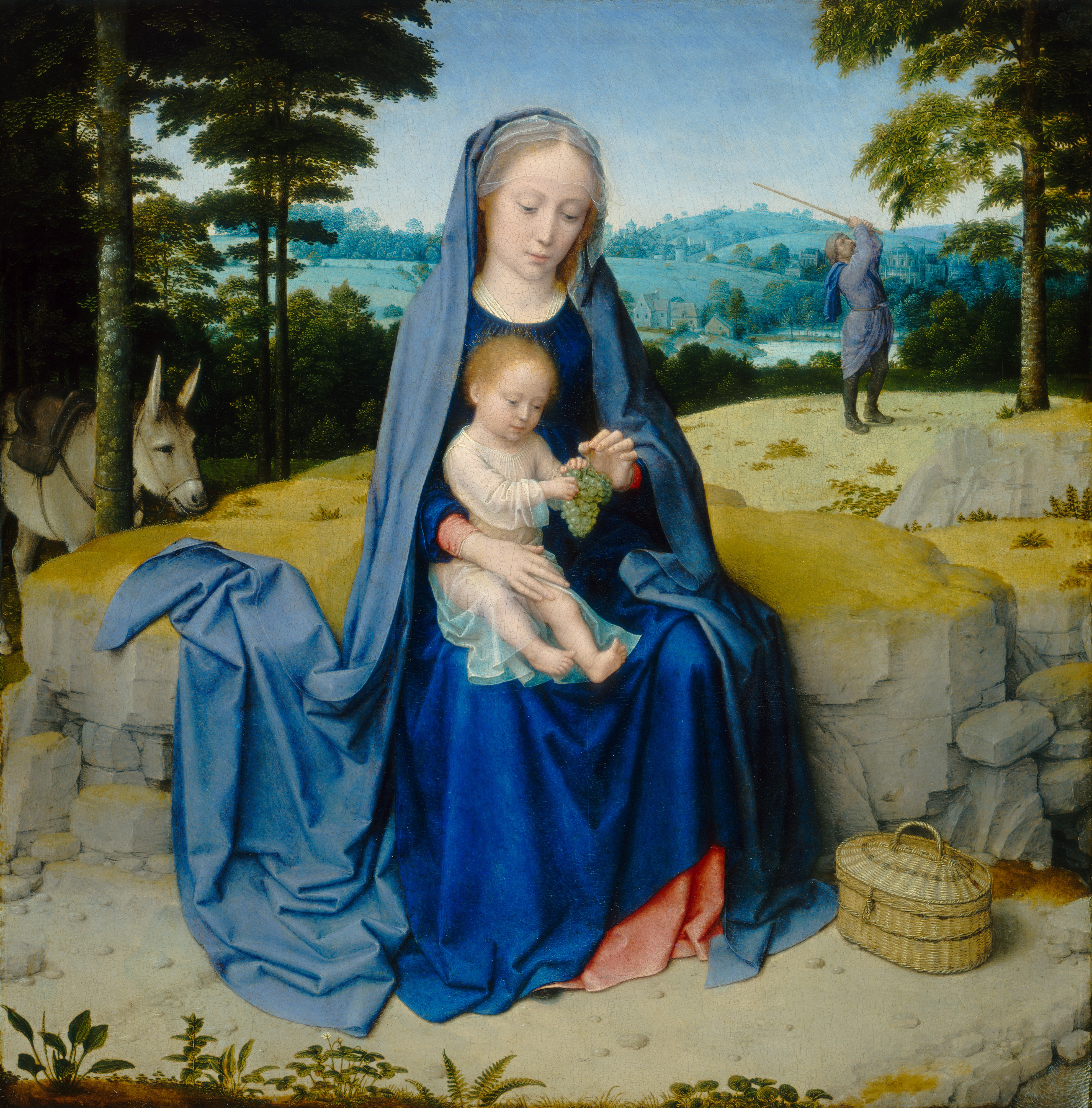
Le Repos pendant la fuite en Égypte (vers 1510) de Gérard David : acquise par Kann en 1898, elle est rachetée par Duveen et J. P. Morgan en 1907, revendue à Knoedler en 1908, cédée au Andrew W. Mellon Trust en 1935 pour finir léguer à la National Gallery of Art (Washington).

Juste avant dispersion, une présentation détaillée et illustrée de sa collection a été établie en janvier 1908 par Marcel Nicolle. Sa galerie de tableaux était située au premier étage de l'hôtel particulier de l'avenue Iéna, et comprenait trois salles montrant entre autres un Domenico Ghirlandaio, douze Rembrandt, deux Gainsborough, des Rubens, des Van Dyck, un Velasquez (Portrait de petite fille), un Goya (Portrait du torero Pedro Romero), sans parler de l'école française (Boucher, Rigaud, etc.)...
En juin 1906, la presse française annonce que le financier John Pierpont Morgan se porte acquéreur de la collection pour 5 millions de dollars (en réalité, il promettait d'offrir un prêt de garantie pour l'acquisition). Aussitôt, la polémique enfle : peut-on laisser partir ce trésor en Amérique ? On laisse entendre que les frères Kann, surpris par la maladie, avaient l'intention de donner leurs collections à plusieurs musées français et européens. Un syndicat de marchands français, mené par Nathan Wildenstein tente de réunir une somme équivalente, en vain. Finalement, en juillet 1907, l'ensemble est acheté par les marchands londoniens de la firme Duween Brothers, dont Joseph Duveen, pour la somme d'un million de livres sterling.
Selon la version du marchand René Gimpel, « le catalogue [de vente de sa collection] fut rédigé par Jules Manheim en ce qui concerne les objets d'art du Moyen Âge et de la Renaissance (tome 1) et par Édouard Rahir pour le XVIIIe siècle et les manuscrits (tome 2), le tome consacré aux tableaux des écoles flamande et hollandaise étant préfacé par Wilhelm von Bode et rédigé par l'éditeur et marchand d'art Charles Sedelmeyer. Acquise avant celle de Maurice Kann pour l'énorme somme de 17 millions de francs par les frères Duveen, de Londres, et [René] Gimpel, elle fut quasiment entièrement revendue en deux ans, entre autres aux Benjamin Altman, Joseph E. Widener (en), Archer Milton Huntington, John Pierpont Morgan, pour plus de quarante millions ».
Après guerre, l'hôtel particulier est racheté par Calouste Gulbenkian.